# Tom Holland
Thomas Stanley Holland (Londres, 1 de junio de 1996), conocido simplemente como Tom Holland, es un actor, actor de voz y bailarín británico. Comenzó su carrera en el teatro en 2008 interpretando al personaje principal en el musical Billy Elliot. Posteriormente, tras graduarse de la BRIT School en 2012, debutó en el cine con la película Lo imposible (2012) y logró gran reconocimiento por parte de la crítica, tras haber sido nombrado por la National Board of Review como el actor revelación de ese año, además de haber sido nominado a los Premios de la Crítica Cinematográfica como mejor intérprete joven.
Holland logró mayor reconocimiento tras ser seleccionado para interpretar a Spider-Man en el Universo cinematográfico de Marvel, donde protagonizó las películas Spider-Man: Homecoming (2017), Spider-Man: Lejos de casa (2019) y Spider-Man: No Way Home (2021), que recibieron la aclamación de la crítica y fueron éxitos en taquilla. También interpretó al personaje en Capitán América: Civil War (2016), Avengers: Infinity War (2018) y Avengers: Endgame (2019), que igualmente fueron aclamadas y taquilleras. Gracias a su éxito, ganó el galardón de Estrella Emergente en los premios BAFTA de 2017, además de haber sido receptor de premios en los Saturn Awards y los Teen Choice Awards. Como actor de voz, ha participado en películas como Spies in Disguise (2019), Dolittle (2020) y Onward (2020).

## Biografía

### 1996-2015: primeros años e inicios en la actuación

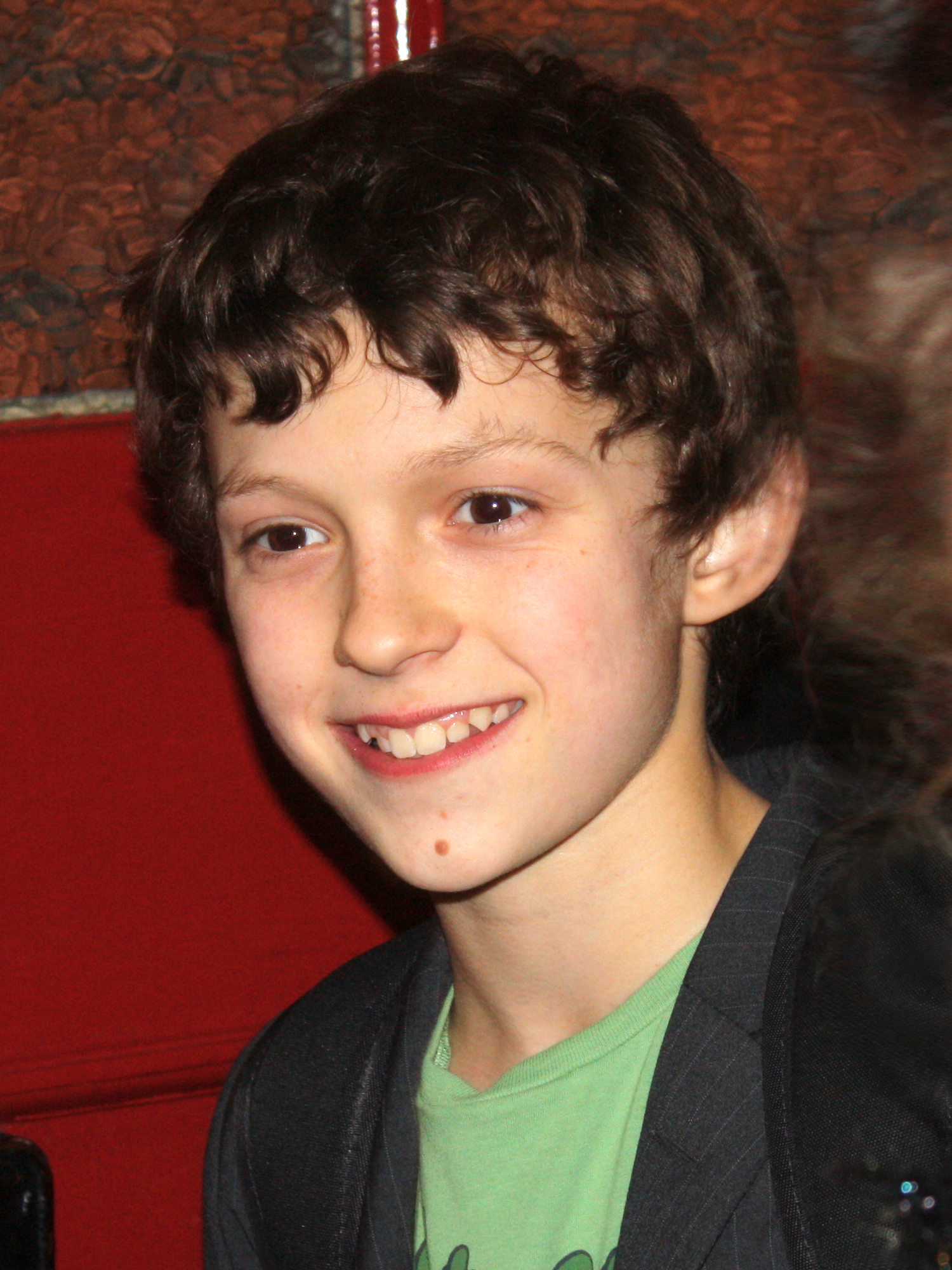
Holland en 2010 tras un espectáculo de Billy Elliot.

Thomas Stanley Holland nació el 1 de junio de 1996 en la ciudad de Londres en Inglaterra (Reino Unido), hijo de Dominic Holland, un comediante y autor, y Nicola Frost, una fotógrafa. Es el mayor de cuatro hermanos y tiene ascendencia irlandesa por sus dos padres. Desde temprana edad se interesó por el baile y a los diez años comenzó a recibir clases de ballet en su garaje gracias a su madre, que notó que disfrutaba de tal actividad. Generalmente sufría bullying por parte de sus compañeros, que creían que no era una «actividad para hombres». Sin embargo, este talento le consiguió una oportunidad para participar en el Richmond Dance Festival en 2006, donde llamó la atención del coreógrafo Lynne Paige, quien vio su potencial como actor de teatro. Tras ocho audiciones y dos años de riguroso entrenamiento, Holland debutó con la obra musical Billy Elliot en 2008 interpretando al personaje titular. Su actuación recibió críticas positivas de los expertos y destacó principalmente por su capacidad de hacer acrobacias. Asimismo, el éxito de la obra la llevó a extenderse hasta 2010. Tras ello, hizo la voz del personaje de Sho en el doblaje inglés de Karigurashi no Arriety (2010).
Holland estudió la primaria en la Donhead Preparatory School en la ciudad de Wimbledon hasta 2008 y posteriormente la secundaria en el Wimbledon College hasta 2012. Tras aprobar, asistió a la BRIT School y al poco tiempo, gracias a sus antecedentes en el teatro, consiguió un papel en la película The Impossible (2012) como Lucas, un superviviente de un tsunami. La película fue un éxito comercial y crítico, y su actuación recibió la aclamación de los expertos y le valió múltiples reconocimientos, entre estos el galardón a Actor Revelación en los premios otorgados por la National Board of Review en 2013. Además, fue nominado a los premios Critics' Choice y a los Premios Goya.
Después de ello, Holland aparecería en películas como How I Live Now (2013) e In the Heart of the Sea (2015), las cuales, aunque fracasaron en términos de crítica y taquilla, le hicieron ganar popularidad en la industria. También debutó en la televisión en la miniserie Wolf Hall, la cual recibió la aclamación de la crítica y ganó numerosos reconocimientos. En junio de 2015, Marvel Studios confirmó que Holland había firmado un contrato de seis películas para interpretar al personaje de Peter Parker / Spider-Man en el Universo cinematográfico de Marvel.

### 2016-2020: ascenso a la fama como Spider-Man

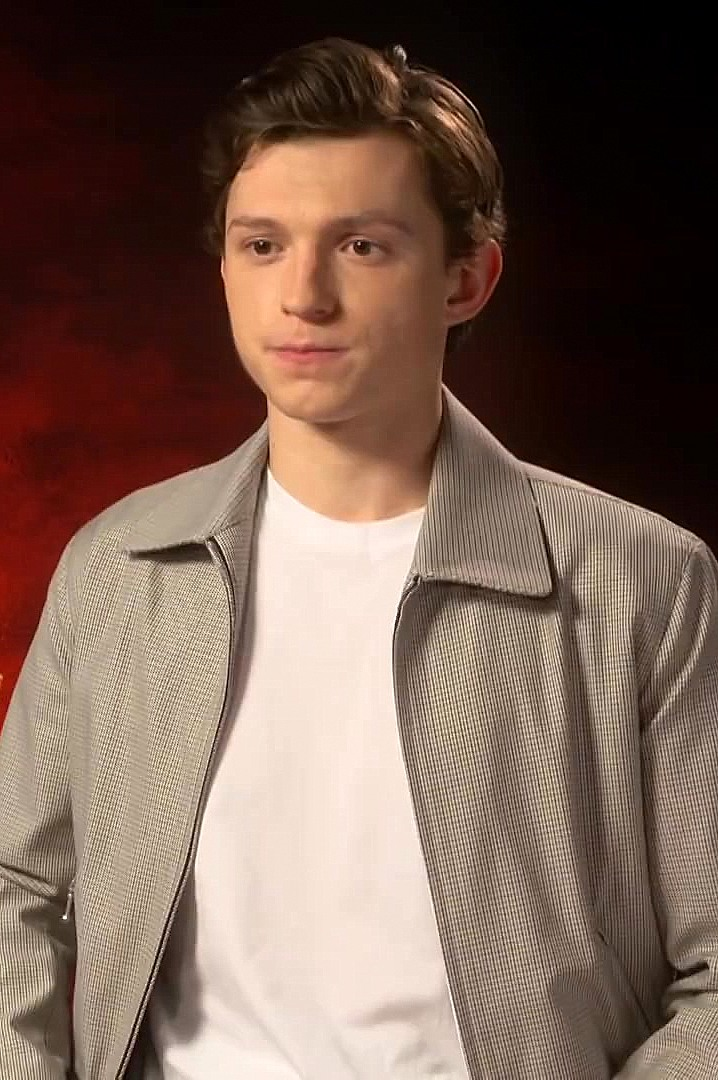
Holland durante una entrevista con MTV en 2018.

Holland hizo su debut como Spider-Man haciendo una aparición en la película Capitán América: Civil War (2016), que recibió la aclamación de la crítica y recaudó 1.1 mil millones de dólares, que la hicieron la película más taquillera del 2016. Ese mismo año, también apareció en las películas The Lost City of Z (2016) y Edge of Winter (2016). Posteriormente, volvió a interpretar a Spider-Man, esta vez como protagonista, en el filme Spider-Man: Homecoming (2017), que fue igualmente aclamado por la crítica y supuso otro éxito en taquilla tras recaudar 880 millones de dólares, con lo que fue la sexta película más taquillera del 2017. Dicha actuación lo hizo acreedor de un premio en los Saturn Awards y los Teen Choice Awards, además que fue reconocido con el premio a la Estrella Emergente en los BAFTA Awards por su rápido ascenso a la fama y éxito. Asimismo, con 20 años y 123 días, ingresó al Libro Guinness de los récords por ser el actor más joven en interpretar a un personaje principal del Universo cinematográfico de Marvel. Como parte de la promoción de la película, Holland compitió contra Zendaya en el programa Lip Sync Battle, donde cantó una mezcla de los temas «Singin' in the Rain» y «Umbrella». Su presentación se viralizó y tuvo una respuesta sumamente positiva por parte del público y la crítica, quienes la califican como una de las mejores del programa, así como un momento importante dentro de la carrera del actor.
Por otro lado, apareció en los filmes Pilgrimage (2017) y The Current War (2017), ambos fracasos en crítica y taquilla. Holland interpretó nuevamente a Spider-Man apareciendo en Avengers: Infinity War (2018) y Avengers: Endgame (2019), las cuales recibieron la aclamación de la crítica y se convirtieron en éxitos arrasadores en taquilla, siendo las películas más exitosas de sus respectivos años de lanzamiento. Además, protagonizó Spider-Man: Lejos de casa (2019), que obtendría alabanzas de la crítica y recaudaría 1.1 mil millones de dólares, que lo convierten en el cuarto filme más taquillero de 2019. Dicho papel lo hizo acreedor de otro premio en los Saturn Awards y Teen Choice Awards, así como un Kids' Choice Awards. Holland audicionó para el papel principal en 1917 (2019), pero finalmente se retiró de la película por compromisos con otros proyectos.
Posteriormente, Holland desarrolló actuaciones de voz en Spies in Disguise (2019) y Dolittle (2020), ambas fracasos en crítica y taquilla. Asimismo, dio voz al personaje de Ian Lightfoot en la película Onward (2020), producida por Pixar y protagonizada en conjunto con Chris Pratt. La película, aunque tuvo una buena recepción crítica, vio afectados sus ingresos por la pandemia de COVID-19 y debió ser publicada en plataformas de streaming poco después de su lanzamiento en cines. Su participación en la cinta le otorgó una nominación a los Critics' Choice Super Awards de 2021 y a los Annie Awards. También protagonizó la película de suspenso psicológico The Devil All the Time (2020), producida por Netflix. Aunque la cinta tuvo reseñas mixtas, la crítica elogió la actuación de Holland por ser más seria y oscura que sus papeles anteriores.

### 2021-actualidad: proyectos futuros
Holland protagonizó la película Cherry (2021) como el personaje titular, un soldado del ejército de Estados Unidos que sufre de trastorno por estrés postraumático y desarrolla múltiples personalidades. Aunque su actuación recibió buenos comentarios de la crítica, la cinta obtuvo reseñas ampliamente negativas y fue percibida como un intento desesperado de mostrar los dotes actorales de Holland. Poco después, protagonizó Chaos Walking (2021), una adaptación de la novela The Knife of Never Letting Go escrita por Patrick Ness, en la que interpretó a Todd Hewitt, un joven que debe proteger a una misteriosa chica en un mundo distópico. La película también tuvo una respuesta negativa por parte de la expertos, quienes, además del desarrollo de la historia, criticaron la actuación de Holland por ser «plana» y no darle suficiente vida al personaje.
Holland tuvo un cameo no acreditado en una escena postcréditos de Venom: Let There Be Carnage (2021) con su papel como Spider-Man. Volvió a dar vida al personaje en Spider-Man: No Way Home, que se estrenó en diciembre de 2021. También interpretó al personaje de Nathan Drake en el filme Uncharted (2022), adaptación de la serie de videojuegos homónima. Aunque tuvo una respuesta crítica mayormente negativa, recaudó 400 millones de dólares en taquilla, que la convirtió en la quinta adaptación cinematográfica de un videojuego con mayor recaudación hasta ese momento. Protagonizó y sirvió como productor ejecutivo de la miniserie The Crowded Room, en la que dio vida a Danny Sullivan, un personaje inspirado en Billy Milligan. Holland describió el proceso de preparación de la serie como sumamente emocional y difícil para él, lo que lo llevó a considerar un año de descanso de la actuación.

## Vida privada
Holland reside en el barrio londinense de Kingston upon Thames, cerca de la casa de sus padres y hermanos menores. Vive con su perra llamada Tessa, una staffordshire bull terrier, y, aunque se le ha caracterizado como seguidor del club de fútbol inglés Arsenal, él lo ha desmentido, llegando a editar su propia página de Wikipedia y afirmando que prefiere no pronunciarse para evitar enfados y que sólo jugó una vez en el Arsenal Vets porque "estaban realmente faltos de jugadores", a su vez mencionó que no se considera un gran jugador de fútbol. También practica la gimnasia.

### Filantropía
En octubre de 2012, Holland se unió a la promoción de la donación de médula y sangre, promoviendo la asociación de Anthony Nolan. Junto con sus tres hermanos, Holland patrocina The Brothers Trust, una organización de caridad registrada en el Reino Unido que recauda dinero para diversas causas caritativas fundada en 2017. Donó un millón de dólares en juguetes hechos por Funko a varios hospitales de Los Ángeles como parte de la campaña Marvel: The Universe Unites, un esfuerzo en el que varios actores del Universo cinematográfico de Marvel apoyaban a fundaciones para niños.

## Filmografía
| Año  | Título                      | Papel                     | Notas                     |
| ---- | --------------------------- | ------------------------- | ------------------------- |
| 2010 | Karigurashi no Arriety      | Shô                       | Voz en la versión inglesa |
| 2012 | Lo imposible                | Lucas Bennett             |                           |
| 2013 | How I Live Now              | Isaac                     |                           |
| 2013 | Moments                     | Boy                       | Cortometraje              |
| 2014 | Locke                       | Eddie                     | Voz                       |
| 2015 | En el corazón del mar       | Thomas Nickerson          |                           |
| 2016 | Capitán América: Civil War  | Peter Parker / Spider-Man |                           |
| 2016 | La ciudad perdida de Z      | Jack Fawcett              |                           |
| 2016 | Edge of Winter              | Bradley Baker             |                           |
| 2017 | Pilgrimage                  | Hermano Diarmuid          |                           |
| 2017 | The Current War             | Samuel Insull             |                           |
| 2017 | Spider-Man: Homecoming      | Peter Parker / Spider-Man |                           |
| 2018 | Avengers: Infinity War      | Peter Parker / Spider-Man |                           |
| 2019 | Avengers: Endgame           | Peter Parker / Spider-Man |                           |
| 2019 | Spider-Man: lejos de casa   | Peter Parker / Spider-Man |                           |
| 2019 | Spies in Disguise           | Walter Beckett            | Voz                       |
| 2020 | Onward                      | Ian Lightfoot             | Voz                       |
| 2020 | Dolittle                    | Jip                       | Voz                       |
| 2020 | El diablo a todas horas     | Arvin Russell             |                           |
| 2021 | Cherry                      | Cherry                    |                           |
| 2021 | Chaos Walking               | Todd Hewitt               |                           |
| 2021 | Venom: Let There Be Carnage | Peter Parker / Spider-Man | Cameo no acreditado       |
| 2021 | Spider-Man: No Way Home     | Peter Parker / Spider-Man |                           |
| 2022 | Uncharted                   | Nathan Drake              |                           |

| Año  | Título           | Papel            | Notas                               |
| ---- | ---------------- | ---------------- | ----------------------------------- |
| 2015 | Wolf Hall        | Gregory Cromwell | 6 episodios                         |
| 2017 | Lip Sync Battle  | Él mismo         | Episodio: «Tom Holland vs. Zendaya» |
| 2023 | The Crowded Room | Danny Sullivan   | También productor                   |

| Año     | Obra                      | Rol   | Notas                             |
| ------- | ------------------------- | ----- | --------------------------------- |
| 2008-10 | Billy Elliot: The Musical | Billy | Victoria Palace Theatre (Londres) |

## Premios y nominaciones
| Año  | Premiación                   | Categoría                                                     | Nominado por               | Resultado | Ref.          |
| ---- | ---------------------------- | ------------------------------------------------------------- | -------------------------- | --------- | ------------- |
| 2013 | Critics' Choice Awards       | Mejor Intérprete Joven                                        | The Impossible             | Nominado  | [ 59 ]        |
| 2013 | Empire Awards                | Mejor Actor Nuevo                                             | The Impossible             | Ganador   | [ 60 ]        |
| 2013 | National Board of Review     | Actor Revelación                                              | The Impossible             | Ganador   | [ 8 ]         |
| 2013 | Premios Goya                 | Mejor Actor Revelación                                        | The Impossible             | Nominado  | [ 10 ]        |
| 2013 | Saturn Awards                | Mejor Interpretación de un Actor/Actriz Joven                 | The Impossible             | Nominado  | [ 61 ]        |
| 2013 | Young Artist Awards          | Mejor Actor                                                   | The Impossible             | Ganador   | [ 62 ]        |
| 2016 | Young Artist Awards          | Mejor Actor de Reparto                                        | In the Heart of the Sea    | Nominado  | [ 63 ]        |
| 2016 | Teen Choice Awards           | Roba Escenas                                                  | Capitán América: Civil War | Nominado  | [ 64 ]        |
| 2017 | BAFTA Awards                 | Estrella Emergente                                            | Capitán América: Civil War | Ganador   | [ 18 ]        |
| 2017 | Empire Awards                | Mejor Actor Nuevo                                             | Capitán América: Civil War | Nominado  | [ 65 ]        |
| 2017 | Saturn Awards                | Mejor Interpretación de un Actor/Actriz Joven                 | Capitán América: Civil War | Ganador   | [ 19 ]        |
| 2017 | Teen Choice Awards           | Estrella de Cine Revelación                                   | Spider-Man: Homecoming     | Nominado  | [ 20 ]        |
| 2017 | Teen Choice Awards           | Mejor Actor del Verano                                        | Spider-Man: Homecoming     | Ganador   | [ 20 ]        |
| 2018 | Saturn Awards                | Mejor Interpretación de un Actor/Actriz Joven                 | Spider-Man: Homecoming     | Ganador   | [ 66 ]        |
| 2018 | Teen Choice Awards           | Mejor Actor de Cine de Acción                                 | Avengers: Infinity War     | Nominado  | [ 67 ]        |
| 2019 | People's Choice Awards       | Estrella de Cine de Acción Favorita                           | Spider-Man: Lejos de casa  | Ganador   | [ 68 ]        |
| 2019 | People's Choice Awards       | Estrella de Cine Masculina Favorita                           | Spider-Man: Lejos de casa  | Nominado  | [ 68 ]        |
| 2019 | Saturn Awards                | Mejor Interpretación de un Actor/Actriz Joven                 | Spider-Man: Lejos de casa  | Ganador   | [ 31 ]        |
| 2019 | Teen Choice Awards           | Mejor Actor del Verano                                        | Spider-Man: Lejos de casa  | Ganador   | [ 30 ]        |
| 2020 | Jupiter Awards               | Mejor Actor Internacional                                     | Spider-Man: Lejos de casa  | Ganador   | [ 69 ]        |
| 2020 | Kids' Choice Awards          | Actor de Cine Favorito                                        | Spider-Man: Lejos de casa  | Nominado  | [ 32 ]        |
| 2020 | Kids' Choice Awards          | Superhéroe Favorito                                           | Spider-Man: Lejos de casa  | Ganador   | [ 32 ]        |
| 2021 | Annie Awards                 | Mejor Actuación de Voz                                        | Onward                     | Nominado  | [ 70 ]        |
| 2021 | Critics' Choice Super Awards | Mejor Actor de Voz en una Película Animada                    | Onward                     | Nominado  | [ 71 ]        |
| 2022 | Critics' Choice Super Awards | Mejor Actor en una Película de Superhéroes                    | Spider-Man: No Way Home    | Nominado  | [ 72 ]        |
| 2022 | Kids' Choice Awards          | Actor de Cine Favorito                                        | Spider-Man: No Way Home    | Ganador   | [ 73 ]        |
| 2022 | MTV Movie & TV Awards        | Mejor Actuación en una Película                               | Spider-Man: No Way Home    | Ganador   | [ 74 ] [ 75 ] |
| 2022 | MTV Movie & TV Awards        | Mejor Héroe                                                   | Spider-Man: No Way Home    | Nominado  | [ 74 ] [ 75 ] |
| 2022 | MTV Movie & TV Awards        | Mejor Beso (compartido con Zendaya)                           | Spider-Man: No Way Home    | Nominado  | [ 74 ] [ 75 ] |
| 2022 | MTV Movie & TV Awards        | Mejor Equipo (compartido con Andrew Garfield y Tobey Maguire) | Spider-Man: No Way Home    | Nominado  | [ 74 ] [ 75 ] |
| 2022 | Saturn Awards                | Mejor Actor en una Película                                   | Spider-Man: No Way Home    | Nominado  | [ 76 ]        |